# 林興泗
林興泗（？—？）'，中國清朝官員，湖北孝感人，监生出身。
林興泗於雍正十二年（1734年）接替路以周擔任台灣府台灣縣知縣，三年後卸任。乾隆六年接替姜顺龙任福州府知府一职，乾隆八年由陆福宜接任。